# Bollobás Béla (orvos)
Bollobás Béla (Karácsond, 1911. augusztus 28. – Budapest, 1985. december 23.) orvos, százados, az orvostudományok kandidátusa (1957). Bollobás Béla matematikus édesapja.

## Pályafutása
Bollobás István pályamunkás és Herczeg Anna fiaként született. A budapesti Zrínyi Miklós Reálgimnáziumban érettségizett (1930). A budapesti Pázmány Péter Tudományegyetemen 1936-ban avatták orvosdoktorra. A katonaorvosi tanfolyam elvégzése után magyar királyi honvédorvos lett. 1942-től százados, a Szovjetunió elleni hadjárat időszaka alatt szállította a fronton súlyosan megsebesült katonákat repülőgéppel Budapestre. 1943-tól az SZDP tagja lett. 1944-ben került kapcsolatba a Magyar Hazafiak Szabadság Szövetsége, a Szovjetunió Magyarországi Barátainak Egyesülete, illetve a Szidor csoport nevezetű antifasiszta szervezetekkel. A Gestapo 1944. december 3-án letartóztatta, azonban szabadlábra helyezték, mivel ellene szóló bizonyítékokat nem találtak. A csákánydoroszlói hadikórházhoz került. 1945-ben az új magyar hadsereg 6. vasútépítő zászlóaljának orvosa lett. 1947. január 27-én újfent letartóztatták, ezúttal a köztársaság megdöntésére irányuló összeesküvés gyanújával. A Népbíróság egyévi börtönbüntetést szabott rá ki rá, de végül március 27-én helyezték szabadlábra. 1957-ben rehabilitálták, nyugállományba vonulásáig sebészként dolgozott az egyetemi klinikán, valamint osztályvezető főorvos volt az újpesti Árpád Kórházban.

## Művei
- A kanyarós fülszövődmények jelentősége. (Gyermekgyógyászat, 1954)
- Új eljárás a középfül sarjtartalmának röntgenvizsgálatára. (Orvosi Hetilap, 1955)
- Heveny fertőző betegségek fül-, orr-, gégeszövődményei. Monográfia és kandidátusi értekezés is. (Bp., 1957)
- Synkope veszélyek a fül-orr-gégészetben. Jantsek Gyulával. (Fül-orr-gégészet, 1960)
- Garattumorok differenciáldiagnosztikája. (Orvosi Hetilap, 1965)
- A hallószerv inframakroszkópos műtéttani elemei. Benyújtott doktori értekezés. (Budapest, 1969)
- A sziklacsont tumorainak inframakroszkópos vizsgálata. (Magyar Onkológia, 1971)
- Localis antisepsis a fül-orr- gégészetben. (Budapest, 1971)
- A hallószerv mikrochirurgiai anatómiája. Monográfia és benyújtott doktori értekezés is. (Budapest, 1972)